# کوشک خلیل
کوشک خلیل، روستایی از توابع بخش مرکزی شهرستان شیراز در استان فارس ایران است.

## جمعیت
این روستا در دهستان بیدزرد قرار دارد و براساس سرشماری مرکز آمار ایران در سال ۱۳۸۵، جمعیت آن ۴۹۰ نفر (۱۳۱خانوار) بوده‌است.